# Otis Spann's Chicago Blues
Otis Spann's Chicago Blues è un album di Otis Spann, pubblicato dalla Testament Records. Il disco fu registrato tra il 1965 ed il 1966. In Inghilterra il disco fu pubblicato (Bounty Records, BY6037 N) con il titolo di Nobody Knows My Troubles – Otis Spann's Chicago Blues (1967).

## Tracce
Lato A
1. Get Your Hands Out of My Pocket – 2:30
2. Nobody Knows My Troubles – 3:20
3. Sarah Street – 3:22
4. Worried Life Blues – 2:00
5. You Can't Hide – 2:33
6. Jack-Knife – 2:52 – Brano strumentale
7. What's on Your Worried Mind? – 2:24

Lato B
1. Vicksburg Blues – 4:32
2. Who's out There? – 2:30
3. Spann's Boogie Woogie – 2:10 – Brano strumentale
4. See See Rider – 2:59
5. Lovin' You – 3:23
6. One-Room Country Shack – 2:43
7. Mr. Jelly-Roll Baker – 3:02

Edizione CD del 1994, pubblicato dalla Testament Records TCD 5005
1. Get Your Hands Out of My Pocket – 2:30
2. Nobody Knows My troubles – 3:20
3. Sarah Street – 3:22
4. Worried Life Blues – 2:00
5. You Can't Hide – 2:33
6. Jack-Knife – 2:52 – Brano strumentale
7. What's on Your Worried Mind? – 2:24
8. Vicksburg Blues – 4:32
9. Who's Out There? – 2:30
10. Spann's Boogie Woogie – 2:10 – Brano strumentale
11. See See Rider – 2:59
12. Lovin' You – 3:23
13. One-Room Country Shack – 2:43
14. Mr. Jelly Roll Baker – 3:02
15. G.B. Blues – 2:04 – Bonus Track - Brano strumentale

## Musicisti
Brani A1, A3, A6, B2 e B5
- Otis Spann – pianoforte, organo, voce
- Johnny Young – chitarra
- Jimmy Cotton – armonica
- Jimmy Lee Morris – basso
- S.P. Leary – batteria

Brani A2, A4, A5, A7, B3, B4, B6 e B7
- Otis Spann – pianoforte, voce

Brano B1
- Otis Spann – pianoforte, voce
- Robert Whitehead – batteria

Brano CD #15
- Otis Spann – pianoforte
- Johnny Shines – chitarra
- Big Walter Horton – armonica
- Lee Jackson – basso
- Fred Below – batteria